# Nati nel 1940/Ottobre
| Questa pagina contiene informazioni ricavate automaticamente dalle voci biografiche con l'ausilio del template Bio e di un bot. L'aggiornamento è periodico e automatico e ricostruisce completamente la pagina. Se manca una persona in questa lista, sei pregato di non aggiungerla, ma accertati piuttosto che la sua voce biografica contenga il template Bio e che i dati anagrafici siano correttamente compilati. Se il template Bio manca, inseriscilo tu stesso o, in alternativa, metti l'avviso {{tmp\|Bio}} che ne segnala la mancanza. Se i dati riportati sono sbagliati, correggi direttamente la voce biografica; le modifiche saranno visibili in questa lista entro pochi giorni. Per chiarimenti vedi il progetto biografie. La lista contiene solo le 212 persone che sono citate nell'enciclopedia e per le quali è stato implementato correttamente il template Bio. Pagina aggiornata al 10 ago 2025. |

- 1º ottobre - Julio César Benítez, calciatore uruguaiano († 1968)
- 1º ottobre - Jean-Luc Bideau, attore svizzero
- 1º ottobre - Giovanni Cerri, filologo classico, grecista e traduttore italiano († 2021)
- 1º ottobre - Richard Corben, fumettista e illustratore statunitense († 2020)
- 1º ottobre - Claudio Fracassi, giornalista e scrittore italiano
- 1º ottobre - Larry Keenan, ex hockeista su ghiaccio canadese
- 1º ottobre - Vincenzo Meco, ex ciclista su strada italiano
- 1º ottobre - Steve O'Rourke, manager e pilota automobilistico britannico († 2003)
- 1º ottobre - Marc Savoy, fisarmonicista, violinista e cantante statunitense
- 2 ottobre - Antonio Ángel Algora Hernando, vescovo cattolico spagnolo († 2020)
- 2 ottobre - Nanni Galli, pilota automobilistico e imprenditore italiano († 2019)
- 2 ottobre - Gheorghe Gruia, pallamanista e allenatore di pallamano rumeno († 2015)
- 2 ottobre - Pietro Pianta, allenatore di calcio e calciatore italiano († 2015)
- 2 ottobre - Muhammad bin Talal, principe giordano († 2021)
- 2 ottobre - José Todaro, tenore italiano
- 3 ottobre - Walter Álvarez, geologo e archeologo statunitense
- 3 ottobre - Nacha Guevara, cantante e attrice argentina
- 3 ottobre - Raimo Manninen, sciatore alpino e allenatore di sci alpino finlandese († 2009)
- 3 ottobre - Rolando Rigoli, ex schermidore italiano
- 3 ottobre - Michael Troy, nuotatore statunitense († 2019)
- 4 ottobre - Renato Altissimo, politico e imprenditore italiano († 2015)
- 4 ottobre - Barbara Henneberger, sciatrice alpina tedesca († 1964)
- 4 ottobre - Flavia Lattanzi, giurista e giudice italiana
- 4 ottobre - Alain Lombard, direttore d'orchestra francese
- 4 ottobre - Silvio Marzolini, calciatore e allenatore di calcio argentino († 2020)
- 4 ottobre - Juliet Mitchell, psicologa britannica
- 4 ottobre - Vjačeslav Skomorochov, ostacolista sovietico († 1992)
- 4 ottobre - Christopher Stone, attore statunitense († 1995)
- 4 ottobre - Steve Swallow, bassista, contrabbassista e compositore statunitense
- 4 ottobre - Francesco Vaccarone, pittore, scultore e incisore italiano († 2024)
- 4 ottobre - Franco Zurlo, pugile italiano († 2018)
- 5 ottobre - Rein Aun, multiplista sovietico († 1995)
- 5 ottobre - Alberto Bombassei, imprenditore, dirigente d'azienda e politico italiano
- 5 ottobre - Milena Dravić, attrice serba († 2018)
- 5 ottobre - Alessandro Ghisalberti, filosofo e storico della filosofia italiano
- 5 ottobre - Giuliano Pez, ex calciatore italiano
- 5 ottobre - Paolo de Lalla, giurista, filosofo e musicologo italiano († 2019)
- 6 ottobre - Boris Andreev, cosmonauta e ingegnere sovietico († 2021)
- 6 ottobre - Majda Ankele, ex sciatrice alpina slovena
- 6 ottobre - Philippe Baillet, cestista francese († 2015)
- 6 ottobre - Manfred Bietak, archeologo austriaco
- 6 ottobre - Wyche Fowler, politico e ambasciatore statunitense
- 6 ottobre - Jerry Heller, manager e produttore discografico statunitense († 2016)
- 6 ottobre - Jan Keizer, arbitro di calcio olandese († 2024)
- 6 ottobre - John Warnock, informatico, matematico e dirigente d'azienda statunitense († 2023)
- 7 ottobre - Muriel Davis, ginnasta statunitense († 2021)
- 7 ottobre - Günter Hoge, calciatore tedesco orientale († 2017)
- 7 ottobre - Irene Monaco, ex atleta paralimpica, schermitrice e nuotatrice italiana
- 7 ottobre - Guido Salvetti, musicologo e pianista italiano
- 7 ottobre - Richard H. Stallings, politico statunitense
- 7 ottobre - Gianfranco Tunis, politico italiano
- 7 ottobre - Bruce Vento, politico statunitense († 2000)
- 7 ottobre - Larry Young, organista e pianista statunitense († 1978)
- 7 ottobre - Andrea Zangara, politico italiano († 2011)
- 8 ottobre - Alzek Misheff, pittore e musicista bulgaro
- 8 ottobre - Sandro Spinetti, ex cestista italiano
- 9 ottobre - Liana Borghi, attivista italiana († 2021)
- 9 ottobre - Giorgio De Rossi, ex calciatore italiano
- 9 ottobre - Harry Dinnel, cestista e allenatore di pallacanestro statunitense († 2017)
- 9 ottobre - John Lennon, cantautore, polistrumentista e artista britannico († 1980)
- 9 ottobre - Sophia Vari, pittrice e scultrice greca († 2023)
- 10 ottobre - Héctor Aizpuru, cestista messicano († 2025)
- 10 ottobre - William Cheung, artista marziale cinese
- 10 ottobre - Josef Fuhrmann, ex calciatore tedesco
- 10 ottobre - Takuji Hayata, ex ginnasta giapponese
- 10 ottobre - Stanley Mouse, artista statunitense
- 10 ottobre - Antonio Palamara, mafioso italiano († 2017)
- 10 ottobre - Antonio Quintana, generale italiano
- 10 ottobre - Kiyoshi Tanabe, ex pugile giapponese
- 11 ottobre - Christoph Blocher, politico e imprenditore svizzero
- 11 ottobre - Alessio Falanga, presbitero e francescano italiano († 2002)
- 11 ottobre - Nikolaj Kalašnikov, ex pallanuotista sovietico
- 11 ottobre - Gloria Milland, attrice italiana († 1989)
- 11 ottobre - Plácido Rodríguez, vescovo cattolico messicano
- 11 ottobre - Jean-Claude Schindelholz, ex calciatore svizzero
- 11 ottobre - Ėl'dor Urazbaev, regista sovietico († 2012)
- 12 ottobre - Luciano Armani, ciclista su strada italiano († 2023)
- 12 ottobre - Franco Ciardi, calciatore italiano († 2015)
- 12 ottobre - Gianluigi Gonano, giornalista, fumettista e traduttore italiano
- 12 ottobre - Larry Jeffrey, hockeista su ghiaccio canadese († 2022)
- 12 ottobre - Rocco Panio, ex calciatore italiano
- 12 ottobre - Lucia Poli, attrice italiana
- 12 ottobre - Silvija Ravdone, cestista sovietica († 2017)
- 12 ottobre - William Sims Bainbridge, sociologo statunitense
- 12 ottobre - Silvano Maria Tomasi, cardinale e arcivescovo cattolico italiano
- 13 ottobre - Chris Farlowe, cantante britannico
- 13 ottobre - Giovanni Ferrante, politico italiano († 2012)
- 13 ottobre - Enrico Ghidetti, critico letterario italiano
- 13 ottobre - Maurizio Iapicca, politico italiano
- 13 ottobre - Pharoah Sanders, sassofonista statunitense († 2022)
- 13 ottobre - Dave Smith, archivista e saggista statunitense († 2019)
- 14 ottobre - Mariolina De Fano, attrice e comica italiana († 2020)
- 14 ottobre - Donna Floyd, ex tennista statunitense
- 14 ottobre - Takis Fotopoulos, economista, filosofo e saggista greco
- 14 ottobre - Oliviero Prunas, attore e imprenditore italiano († 2014)
- 14 ottobre - Cliff Richard, musicista, cantante e attore inglese
- 14 ottobre - Christopher Timothy, attore, regista televisivo e scrittore gallese
- 15 ottobre - Turiddo Campaini, dirigente d'azienda italiano
- 15 ottobre - Mariolina Cannuli, annunciatrice televisiva e conduttrice televisiva italiana
- 15 ottobre - Peter Charles Doherty, veterinario e immunologo australiano
- 15 ottobre - Keith Hartley, ex cestista canadese
- 15 ottobre - Benno Ohnesorg, attivista tedesco († 1967)
- 15 ottobre - Edwin Skinner, ex velocista trinidadiano
- 16 ottobre - Ton Boot, ex cestista e allenatore di pallacanestro olandese
- 16 ottobre - Barry Corbin, attore statunitense
- 16 ottobre - Henk Cornelisse, ex pistard olandese
- 16 ottobre - Dave DeBusschere, cestista, giocatore di baseball e allenatore di pallacanestro statunitense († 2003)
- 16 ottobre - Ivan Della Mea, cantautore, scrittore e giornalista italiano († 2009)
- 16 ottobre - Romano Marinai, ex calciatore italiano
- 16 ottobre - Kay Wiestål, allenatore di calcio e calciatore svedese († 2020)
- 17 ottobre - Paolo Armaroli, politico italiano
- 17 ottobre - Daniel Eral, ex calciatore peruviano
- 17 ottobre - Harry Heijnen, calciatore olandese († 2015)
- 17 ottobre - Stephen Kovacevich, pianista e direttore d'orchestra statunitense
- 17 ottobre - Baron von Raschke, ex wrestler statunitense
- 17 ottobre - Jim Smith, calciatore, allenatore di calcio e dirigente sportivo inglese († 2019)
- 18 ottobre - Jimmy Gabriel, calciatore e allenatore di calcio scozzese († 2021)
- 18 ottobre - Talitha Getty, attrice e modella olandese († 1971)
- 18 ottobre - Jacques Higelin, cantautore, musicista e attore francese († 2018)
- 18 ottobre - Győző Kulcsár, schermidore ungherese († 2018)
- 18 ottobre - Martin Mulligan, ex tennista australiano
- 18 ottobre - Cynthia Weil, compositrice, musicista e paroliera statunitense († 2023)
- 18 ottobre - Carl von Essen, schermidore svedese († 2021)
- 19 ottobre - Erika Außerdorfer, slittinista italiana († 2018)
- 19 ottobre - Augusto Bianchi Rizzi, commediografo, scrittore e attore italiano († 2014)
- 19 ottobre - Franco Cacciatori, ex calciatore italiano
- 19 ottobre - Marcella Continanza, giornalista e scrittrice italiana († 2020)
- 19 ottobre - Michael Gambon, attore irlandese († 2023)
- 19 ottobre - Jerzy Kulej, pugile polacco († 2012)
- 19 ottobre - Juan Carlos Maccarone, vescovo cattolico argentino († 2015)
- 19 ottobre - Giuseppe Nirta, mafioso italiano († 2023)
- 19 ottobre - Paulo César Peréio, attore e doppiatore brasiliano († 2024)
- 19 ottobre - Francisco Vidagany, ex calciatore spagnolo
- 19 ottobre - Giampaolo Zennaro, regista e scenografo italiano
- 20 ottobre - Jean Clair, scrittore e storico dell'arte francese
- 20 ottobre - Paul Connett, chimico e attivista statunitense
- 20 ottobre - Dary Batista de Oliveira, ex calciatore brasiliano
- 20 ottobre - Premjit Lall, tennista indiano († 2008)
- 20 ottobre - Jesper Langberg, attore danese († 2019)
- 20 ottobre - Li Zhaoxing, diplomatico e politico cinese
- 20 ottobre - Diana Lorys, attrice spagnola
- 20 ottobre - Nikita Mandryka, fumettista francese († 2021)
- 20 ottobre - Francesco Manganelli, politico e scrittore italiano († 2022)
- 20 ottobre - Neil Martin, allenatore di calcio e ex calciatore scozzese
- 20 ottobre - Robert Pinsky, poeta, saggista e traduttore statunitense
- 20 ottobre - John Talbut, calciatore inglese († 2020)
- 20 ottobre - Halina Zalewska, attrice polacca († 1976)
- 21 ottobre - Giuseppe Degennaro, imprenditore e politico italiano († 2004)
- 21 ottobre - Marita Petersen, politica faroese († 2001)
- 21 ottobre - Plinio Maggi, cantante, compositore e paroliere italiano († 2019)
- 21 ottobre - Natalija Romanovna Makarova, ex ballerina e coreografa russa
- 21 ottobre - Manfred Mann, tastierista e musicista sudafricano
- 21 ottobre - Terry O'Malley, ex hockeista su ghiaccio canadese
- 21 ottobre - Alain Parguez, economista francese († 2022)
- 21 ottobre - Claudio Pieri, arbitro di calcio italiano († 2018)
- 21 ottobre - Osamu Watanabe, lottatore giapponese († 2022)
- 22 ottobre - Salvatore Russo, scenografo e costumista italiano
- 22 ottobre - Franco Talò, cantante italiano
- 22 ottobre - Henryk Trębicki, sollevatore polacco († 1996)
- 23 ottobre - Antonio Nicola Cantalamessa, politico italiano († 2017)
- 23 ottobre - Ellie Greenwich, cantautrice e produttrice discografica statunitense († 2009)
- 23 ottobre - Tom McGrath, drammaturgo, pianista e poeta scozzese († 2009)
- 23 ottobre - Fouad Twal, patriarca cattolico giordano
- 23 ottobre - Edy Vessel, attrice, ex ballerina e ex modella italiana
- 23 ottobre - Hiroshi Yoshimura, musicista e compositore giapponese († 2003)
- 23 ottobre - Pelé, calciatore e dirigente sportivo brasiliano († 2022)
- 24 ottobre - Giacomo Bulgarelli, calciatore italiano († 2009)
- 24 ottobre - Fabio Masala, educatore, critico cinematografico e giornalista italiano († 1994)
- 24 ottobre - Víctor Mendoza Orozco, ex calciatore messicano
- 24 ottobre - Rafał Piszcz, canoista polacco († 2012)
- 25 ottobre - Bob Knight, cestista e allenatore di pallacanestro statunitense († 2023)
- 25 ottobre - Apolo Nsibambi, politico ugandese († 2019)
- 26 ottobre - John D. Caputo, filosofo e teologo statunitense
- 26 ottobre - Darel Carrier, ex cestista statunitense
- 26 ottobre - Fabrizio Cicchitto, politico italiano
- 26 ottobre - Ernesto Cisneros, ex calciatore messicano
- 26 ottobre - François Duprat, politico francese († 1978)
- 26 ottobre - Andrew Neiderman, scrittore statunitense
- 26 ottobre - Giuseppe Palumbo, politico italiano
- 26 ottobre - Tilo Prückner, attore tedesco († 2020)
- 26 ottobre - Maria Soresina, saggista e storica della filosofia italiana († 2024)
- 26 ottobre - Gennadij Michajlovič Strekalov, cosmonauta e ingegnere sovietico († 2004)
- 26 ottobre - Gianpaolo Tosel, magistrato italiano
- 27 ottobre - Chabibullo Abdusamatov, astrofisico russo
- 27 ottobre - John Gotti, mafioso statunitense († 2002)
- 27 ottobre - Maxine Hong Kingston, scrittrice statunitense
- 27 ottobre - Donato Manfroi, politico italiano († 2022)
- 27 ottobre - Shahnaz Pahlavi, iraniana
- 27 ottobre - Achille Rossi, presbitero, filosofo e educatore italiano
- 27 ottobre - Georges Van Coningsloo, ciclista su strada belga († 2002)
- 27 ottobre - Wolfgang Winkler, slittinista tedesco occidentale († 2001)
- 28 ottobre - Teresina Cirio, ex cestista italiana
- 28 ottobre - Enrico Giusti, matematico e fisico italiano († 2024)
- 28 ottobre - Paul Helminger, politico lussemburghese († 2021)
- 28 ottobre - Danièle Sallenave, scrittrice e giornalista francese
- 29 ottobre - Frida Boccara, cantante francese († 1996)
- 29 ottobre - Milli Graffi, poetessa, scrittrice e traduttrice italiana († 2020)
- 29 ottobre - Connie Mack III, ex politico statunitense
- 29 ottobre - Heinrich Mussinghoff, vescovo cattolico tedesco
- 29 ottobre - Nuzha del Marocco, principessa marocchina († 1977)
- 29 ottobre - Jack Shepherd, attore, drammaturgo e regista teatrale inglese
- 29 ottobre - Xavier Stierli, ex calciatore svizzero
- 29 ottobre - Iōannīs Theōnas, politico greco († 2021)
- 29 ottobre - Valentín Uriona, ciclista su strada spagnolo († 1967)
- 29 ottobre - Willard Weston, imprenditore canadese († 2021)
- 30 ottobre - Lorenzo Baraldi, scenografo, costumista e produttore cinematografico italiano
- 30 ottobre - Richard Bulliet, storico statunitense
- 30 ottobre - Antonio Mussa, politico italiano
- 30 ottobre - Hidetoshi Nagasawa, performance artist, scultore e architetto giapponese († 2018)
- 30 ottobre - Toni Orlandi, doppiatore italiano
- 30 ottobre - Michele Rak, critico letterario, italianista e saggista italiano
- 31 ottobre - Craig Rodwell, attivista statunitense († 1993)